# About Ray
Pour plus de détails, voir Fiche technique et Distribution.
About Ray (Three Generations) est un drame américain réalisé par Gaby Dellal et sorti en 2015. Le film est écrit par Nikole Beckwith et Dellal. Il est présenté pour la première fois durant le festival international du film de Toronto en 2015.

## Synopsis
Ce film raconte le parcours d'un jeune homme trans et de sa famille. Il suit cette famille qui va devoir traverser et accepter la transition de Ray afin qu'il puisse s'épanouir. C'est un chemin semé d'embûches pour cette famille dont le père n'a jamais été fort présent. Ainsi chacun tentera de s'opposer à la réalité, ne l'acceptant pas avant de finalement comprendre qu'il faudra se serrer les coudes pour passer ensemble cette épreuve. On suivra alors Ray et sa famille au cours de la transition de ce dernier.

## Fiche technique
- Titre : About Ray
- Titre original : Three Generations
- Réalisation : Gaby Dellal
- Scénario : Gaby Dellal et Nikole Beckwith
- Musique : Michael Brook
- Montage : Joe Landauer
- Photographie : David Johnson
- Décors : Stéphanie Carroll
- Costumes : Arjun Bhasin
- Producteur : Peter Saraf, Marc Turtletaub et Dorothy Berwin
  - Producteur délégué : Leah Holzer, Daniele Melia, Peter Pastorelli et Naomi Watts
- Production : Big Beach Films, InFilm Productions et IM Global
- Distribution : SND et The Weinstein Company
- Pays de production :  États-Unis
- Durée : 87 minutes
- Genre : Drame
- Dates de sortie :
  - France : 1er mars 2017 (DVD)
  - États-Unis : 5 mai 2017 (présenté en avant-première le 12 septembre 2015 au Festival international du film de Toronto 2015)

## Distribution

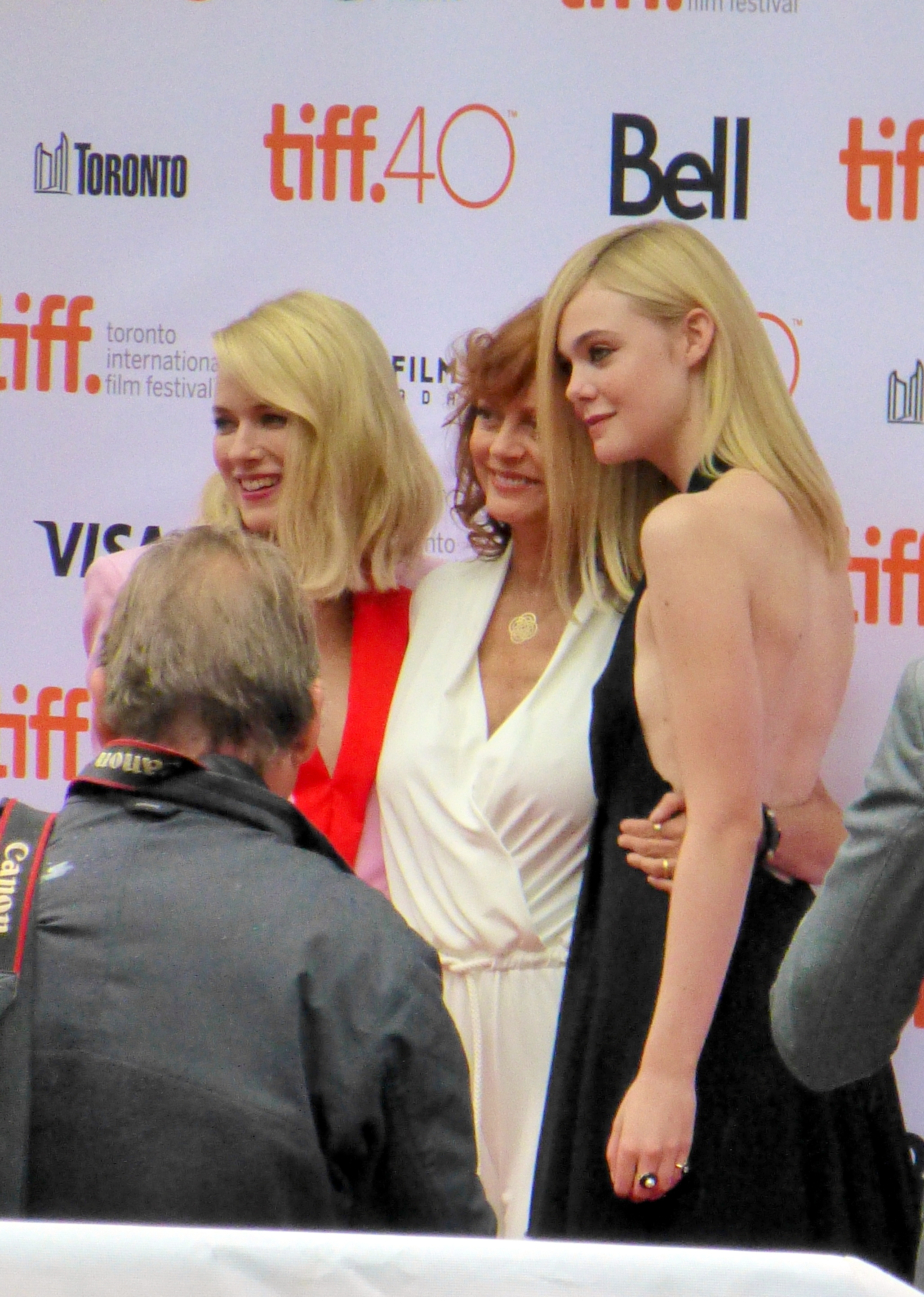
Les actrices principales, Naomi Watts, Susan Sarandon et Elle Fanning, à la première du film au TIFF 2015.

- Naomi Watts (VF : Hélène Bizot) : Maggie
- Elle Fanning (VF : Lou Lévy) : Ray
- Susan Sarandon (VF : Béatrice Delfe) : Dolly
- Linda Emond (VF : Françoise Rigal) : Frances
- Andrew Polk (VF : Max Aulivier) : Dr Brillstein
- Tate Donovan (VF : Pascal Germain) : Craig
- Maria Dizzia (VF : Sophie Baranes) : Sinda
- Jordan Carlos (VF : Jean-Michel Vaubien) : Jake
- Sam Trammell : Matthew
- Tessa Albertson : Spoon